# Parque solar

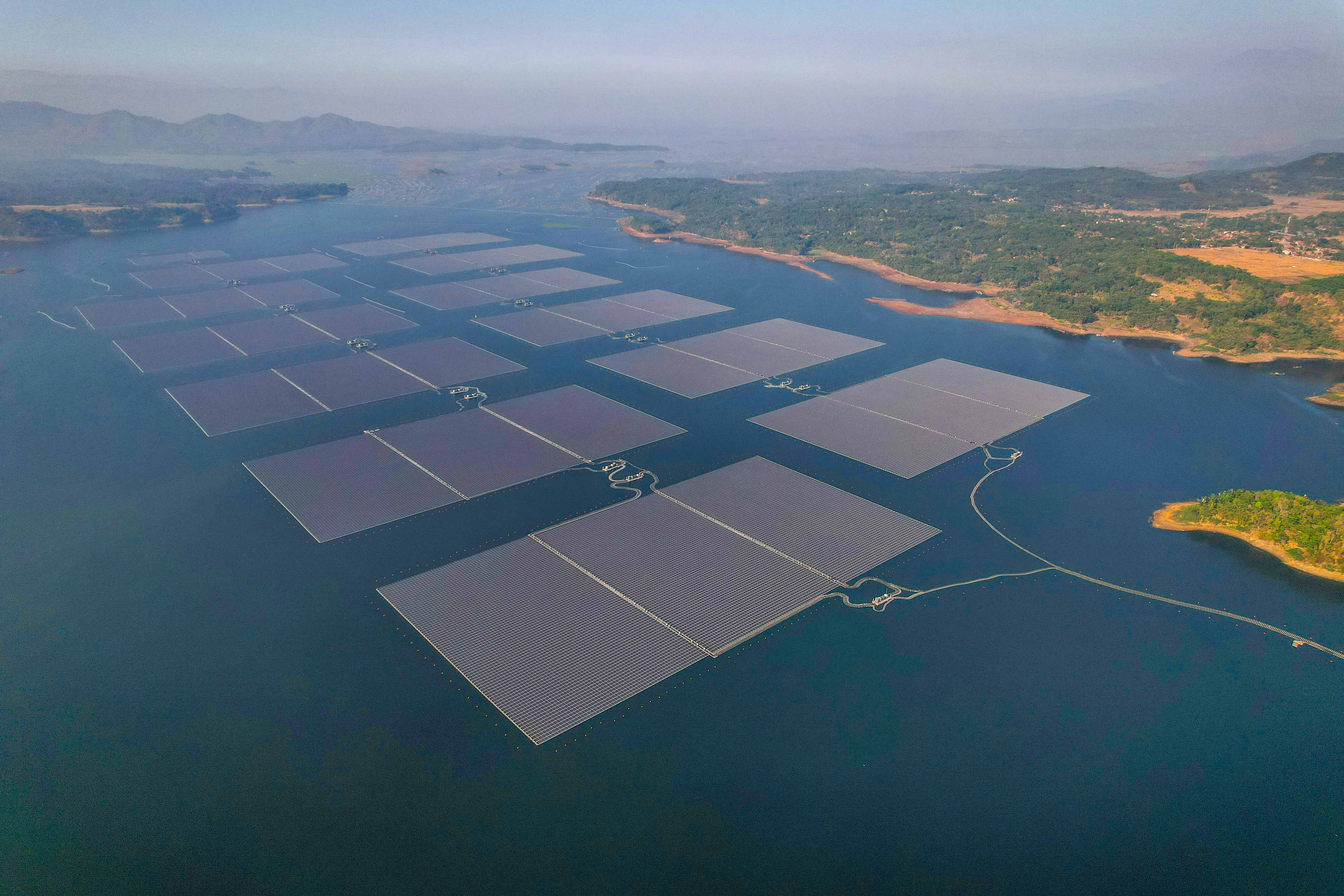
Paneles solares flotantes en el embalse de Cirata, en Java Occidental,

Un parque solar es una instalación de generación de energía eléctrica a gran escala que utiliza paneles solares fotovoltaicos interconectados para convertir la energía luminosa del sol en electricidad. Los parques solares se diferencian de las huertas solares y del resto de instalaciones solares, en que suministran energía exclusivamente a la red pública y a gran escala, en lugar de a una red de usuarios locales. El objetivo de estas instalaciones es proporcionar electricidad a la red eléctrica y en ocasiones se utiliza el término “solar a escala de servicio públicos” para describir este tipo de proyectos. La mayoría de los parques solares son propiedad de compañías productoras de energía. Los parques solares suelen estar ubicados en áreas con alta incidencia solar, ya sea en tierra o en cuerpos de agua. Su tamaño varía desde unos pocos MW hasta, en algunos casos, GW. El tamaño depende de factores como la inversión, disponibilidad del terreno y la demanda de electricidad de la región. 

## Historia
Los primeros experimentos relacionados con parques solares comenzaron a finales de la década de 1970 y durante los años 80, especialmente en países con un interés activo en energías renovables como los Estados Unidos y Alemania. La crisis del petróleo de los años 70 impulsó el interés por las fuentes de energía alternativas, impulsando la energía solar.
Estos parques solares eran más bien instalaciones piloto con capacidades muy modestas en comparación con los estándares actuales, pero sirvieron de pruebas para validar la viabilidad de la energía solar a escala comercial.
El parque solar de la llanura de Carrizo, en California (Estados Unidos), fue uno de los primeros parques solares a escala industrial. Fue construido en 1983 con una capacidad inicial de 5,2MW.
Durante la década de los 90 del siglo XX, los avances en tecnología fotovoltaica y una mayor conciencia sobre los efectos del cambio climático llevaron a los gobiernos a incentivar fiscalmente la construcción de los primeros parques solares con objetivos comerciales. España fue un país pionero en el impulso de la adopción de la energía fotovoltaica con la publicación en 1997 del “plan de energía solar fotovoltaica” con el objetivo de instalar parques solares con una capacidad de 700MW en 10 años. Posteriormente Alemania publicó en el año 2000 la Ley de Energías Renovables (EEG).
La primera década del siglo XXI marca un periodo de crecimiento exponencial en el desarrollo de los parques solares. Países como Alemania, España, Estados Unidos y, más tarde, China, realizan grandes inversiones para la producción de energía solar a gran escala. Se adoptan políticas de fomento de la producción como las tarifas de alimentación, créditos fiscales y obligaciones de cartera renovable. Paralelamente, la eficiencia de los paneles solares mejora y los costes disminuyen drásticamente debido a la competencia. En esta misma década, en 2007, se instala el primer parque solar flotante del mundo situado en Aichi, Japón.
A partir del año 2010 comienzan a construirse parques solares a gran escala con capacidades superiores a 1GW y aparecen nuevas tecnologías como el almacenamiento en baterías y los parques flotantes. Estos parques solares se ubican, especialmente, en países con grandes extensiones de tierra y alta irradiación solar como India, China y Emiratos Árabes Unidos y se extienden a países de África, América Latina y otros países de Asia.
En 2019 se inaugura el Parque Solar Noor Abu Dhabi en Emiratos Árabes Unidos, el primer parque solar en superar los 1,2GW de capacidad y tan solo unos meses después finaliza la construcción del Pavagada Solar Park en India, con una capacidad de 1 GW
A finales de marzo de 2020, el parque solar de Bhadla en Rajasthan, alcanzó una capacidad instalada de 2,24GW, convirtiéndose así en el más grande del mundo.
En la actualidad, la década de 2020, los parques solares flotantes, el almacenamiento en baterías y las tecnologías de seguimiento solar avanzadas para mejorar la eficiencia son una realidad. Surge un interés creciente en la hibridación de energías renovables para un mayor aprovechamiento de los recursos naturales y el terreno. Se explora también la combinación de la generación de energía solar con otras formas de uso del terreno como la agricultura (parques agrovoltaicos).
El rápido desarrollo tecnológico, la disminución de costes y la adopción de la energía solar impulsada tanto por las consideraciones económicas como por la urgencia de abordar el cambio climático impulsan el papel del parque solar en el panorama energético global.

## Tipos de tecnología
Los parques solares utilizan diversas tecnologías para capturar y convertir la energía solar en electricidad. Las más comunes los sistemas fotovoltaicos y los sistemas solares térmicos concentrados (termosolares). El tipo de tecnología elegida para su utilización en un parque solar depende de factores como la irradiación solar de la ubicación, el coste del sistema, la función específica del parque y factores económicos y técnicos. 

### Fotovoltaica
Es el tipo más extendido de parque solar. Utiliza células fotovoltaicas conectadas entre sí para convertir directamente la luz solar en electricidad. Cada agrupación de paneles solares en serie se deonomina string y cuando la luz solar incide en una célula solar fotovoltaica, esta excita los electrones en el material semiconductor de la célula, creando un flujo de electricidad en forma de corriente continua. La electricidad generada es dirigida a los inversores que convierten la corriente continua en corriente alterna que, adaptada al voltaje adecuado a través de unos transformadores, se inyecta en la red eléctrica.
En un parque solar fotovoltaico se pueden utilizar diferentes tipos de paneles de células fotovoltaicas:
- Paneles de celdas de silicio monocristalino o policristalino.

- Paneles de celda de película delgada de silicio amorfo, telururo de cadmio, o de cobre, indio, galio y selenio.

### Termosolar
Los parques de energía solar térmica utilizan colectores solares compuestos por una serie de espejos o lentes que concentran la luz solar en un receptor que calienta un fluido, el cual se utiliza posteriormente para generar electricidad mediante una turbina de vapor conectada a un generador. El generador convierte la energía térmica en energía mecánica que el transformador se encarga de convertir en electricidad. Este tipo de instalación requiere de condiciones de alta radiación solar. Una de sus ventajas significativas sobre otras formas de generación solar es que, al almacenar calor en medios caloportadores, el sistema puede continuar generando electricidad durante la noche o en días nublados.

## Beneficios de un parque solar
Los parques solares ofrecen beneficios de carácter económico, medioambiental y social. Estos son algunos de sus beneficios:
- Generan electricidad sin emitir gases de efecto invernadero.
- Contribuyen, con su producción, a disminuir la dependencia de combustibles fósiles y a reducir la huella de carbono asociada a la producción eléctrica.
- Generan electricidad a partir del sol, una fuente de energía inagotable y renovable.
- Disminución de costes a largo plazo debido a su bajo costo operativo y a su capacidad de generar electricidad a precio competitivos.
- Contribuyen a la diversificación energética reduciendo la dependencia de fuentes de energía específicas y mejorando la seguridad energética.
- Fomentan el desarrollo económico de las regiones donde se instalan a través de la creación de puestos de trabajo para su construcción, operación y mantenimiento.
- Al poder ubicarse cerca de centros de consumo, los parques solares pueden reducir las pérdidas de energía asociadas con el transporte de la electricidad a larga distancia.

## Inconvenientes y desafíos de los parques solares
Existen ciertos desafíos asociados a la construcción y operativa de los parques solares: 
- Intermitencia y variabilidad de la generación eléctrica debido a factores como la hora del día, estacionalidad y las condiciones meteorológicas. En la actualidad este inconveniente se está paliando a través de la instalación de sistemas de almacenamiento.
- Requerimiento de grandes extensiones de terreno para generar cantidades significativas de electricidad.
- Su construcción puede tener impacto en la fauna y flora local.
- Costo inicial elevado.
- Reciclaje de los paneles solares al llegar al final de su vida útil.
- En el caso de las plantas termosolares, los sistemas de enfriamiento pueden llegar a consumir grandes cantidades de agua.